# Buenos Aires (provincie)
Buenos Aires is een van de 23 provincies van Argentinië, gelegen in het oosten van Argentinië aan de Atlantische Oceaan. Vanaf deze oceaan met de klok meedraaiend grenst de provincie aan de provincies Río Negro, La Pampa, Córdoba, Santa Fe en Entre Ríos. De stad Buenos Aires ligt in het noordelijke deel van de provincie, maar is een zelfstandige stad (Ciudad Autónoma) en zetel van de federale regering, en maakt geen deel uit van de provincie.
Buenos Aires is de op een na dichtstbevolkte provincie van Argentinië. De hoofdstad van de provincie is La Plata.
De huidige gouverneur van de provincie is Axel Kicillof (2019).

## Partidos
De provincie is onderverdeeld in 135 bestuurlijke gebieden, genaamd "partidos".
| Nr. | Partido | Partido                    | Hoofdplaats                | Inwoners  | Oppervlakte |
| --- | ------- | -------------------------- | -------------------------- | --------- | ----------- |
| 1   |         | Adolfo Alsina              | Carhué                     | 16.245    | 5.875 km²   |
| 2   |         | Adolfo Gonzales Chaves     | Adolfo Gonzales Chaves     | 12.037    | 3.780 km²   |
| 3   |         | Alberti                    | Alberti                    | 10.322    | 1.130 km²   |
| 4   |         | Almirante Brown            | Adrogué                    | 515.556   | 129 km²     |
| 5   |         | Arrecifes                  | Arrecifes                  | 27.279    | 1.183 km²   |
| 6   |         | Avellaneda                 | Avellaneda                 | 328.980   | 54 km²      |
| 7   |         | Ayacucho                   | Ayacucho                   | 19.669    | 6.785 km²   |
| 8   |         | Azul                       | Azul                       | 62.996    | 6.615 km²   |
| 9   |         | Bahía Blanca               | Bahía Blanca               | 284.776   | 2.300 km²   |
| 10  |         | Balcarce                   | Balcarce                   | 42.040    | 4.120 km²   |
| 11  |         | Baradero                   | Baradero                   | 29.562    | 1.514 km²   |
| 12  |         | Benito Juárez              | Benito Juárez              | 19.443    | 5.285 km²   |
| 13  |         | Berazategui                | Berazategui                | 287.913   | 188 km²     |
| 14  |         | Berisso                    | Berisso                    | 80.092    | 135 km²     |
| 15  |         | Bolívar                    | San Carlos de Bolívar      | 32.442    | 5.027 km²   |
| 16  |         | Bragado                    | Bragado                    | 40.259    | 2.230 km²   |
| 17  |         | Brandsen                   | Brandsen                   | 23.500    | 1.126 km²   |
| 18  |         | Campana                    | Campana                    | 83.698    | 982 km²     |
| 19  |         | Cañuelas                   | Cañuelas                   | 42.575    | 1.203 km²   |
| 20  |         | Capitán Sarmiento          | Capitán Sarmiento          | 12.854    | 617 km²     |
| 21  |         | Carlos Casares             | Carlos Casares             | 21.125    | 2.520 km²   |
| 22  |         | Carlos Tejedor             | Carlos Tejedor             | 11.960    | 3.933 km²   |
| 23  |         | Carmen de Areco            | Carmen de Areco            | 13.992    | 1.080 km²   |
| 24  |         | Castelli                   | Castelli                   | 7.852     | 2.100 km²   |
| 25  |         | Chacabuco                  | Chacabuco                  | 45.445    | 2.278 km²   |
| 26  |         | Chascomús                  | Chascomús                  | 38.647    | 4.552 km²   |
| 27  |         | Chivilcoy                  | Chivilcoy                  | 60.762    | 2.075 km²   |
| 28  |         | Colón                      | Colón                      | 23.179    | 1.022 km²   |
| 29  |         | Coronel Rosales            | Punta Alta                 | 60.892    | 1.312 km²   |
| 30  |         | Coronel Dorrego            | Coronel Dorrego            | 16.522    | 5.818 km²   |
| 31  |         | Coronel Pringles           | Coronel Pringles           | 23.794    | 5.257 km²   |
| 32  |         | Coronel Suárez             | Coronel Suárez             | 36.824    | 5.985 km²   |
| 33  |         | Daireaux                   | Daireaux                   | 15.857    | 3.820 km²   |
| 34  |         | Dolores                    | Dolores                    | 25.940    | 1.980 km²   |
| 35  |         | Ensenada                   | Ensenada                   | 51.322    | 135 km²     |
| 36  |         | Escobar                    | Belén de Escobar           | 213.619   | 277 km²     |
| 37  |         | Esteban Echeverría         | Monte Grande               | 243.974   | 120 km²     |
| 38  |         | Exaltación de la Cruz      | Capilla del Señor          | 24.980    | 662 km²     |
| 39  |         | Ezeiza                     | Ezeiza                     | 118.807   | 237 km²     |
| 40  |         | Florencio Varela           | Florencio Varela           | 120.678   | 190 km²     |
| 41  |         | Florentino Ameghino        | Florentino Ameghino        | 8.171     | 1.824 km²   |
| 42  |         | General Alvarado           | Miramar                    | 34.341    | 1.599 km²   |
| 43  |         | General Alvear             | General Alvear             | 10.897    | 3.432 km²   |
| 44  |         | General Arenales           | General Arenales           | 14.876    | 1.522 km²   |
| 45  |         | General Belgrano           | General Belgrano           | 15.381    | 1.843 km²   |
| 46  |         | General Guido              | General Guido              | 2.771     | 2.340 km²   |
| 47  |         | General Madariaga          | General Juan Madariaga     | 18.286    | 2.964 km²   |
| 48  |         | General La Madrid          | General La Madrid          | 10.984    | 4.800 km²   |
| 49  |         | General Las Heras          | General Las Heras          | 12.799    | 760 km²     |
| 50  |         | General Lavalle            | General Lavalle            | 3.063     | 2.875 km²   |
| 51  |         | General Paz                | Ranchos                    | 10.319    | 1.197 km²   |
| 52  |         | General Pinto              | General Pinto              | 11.129    | 2.545 km²   |
| 53  |         | General Pueyrredón         | Mar del Plata              | 564.056   | 1.460 km²   |
| 54  |         | General Rodríguez          | General Rodríguez          | 67.931    | 360 km²     |
| 55  |         | General San Martín         | San Martín                 | 403.107   | 56 km²      |
| 56  |         | General Viamonte           | Los Toldos                 | 17.641    | 2.150 km²   |
| 57  |         | General Villegas           | General Villegas           | 28.960    | 7.265 km²   |
| 58  |         | Guaminí                    | Guaminí                    | 11.257    | 4.840 km²   |
| 59  |         | Hipólito Yrigoyen          | Henderson                  | 8.819     | 1.663 km²   |
| 60  |         | Hurlingham                 | Hurlingham                 | 172.245   | 38 km²      |
| 61  |         | Ituzaingó                  | Ituzaingó                  | 162.983   | 39 km²      |
| 62  |         | José C. Paz                | José C. Paz                | 229.824   | 50 km²      |
| 63  |         | Junín                      | Junín                      | 88.664    | 2.263 km²   |
| 64  |         | La Costa                   | Mar del Tuyú               | 60.483    | 300 km²     |
| 65  |         | La Matanza                 | San Justo                  | 1.255.288 | 326 km²     |
| 66  |         | La Plata                   | La Plata                   | 574.369   | 926 km²     |
| 67  |         | Lanús                      | Lanús                      | 453.082   | 45 km²      |
| 68  |         | Laprida                    | Laprida                    | 9.683     | 3.454 km²   |
| 69  |         | Las Flores                 | Las Flores                 | 23.551    | 3.340 km²   |
| 70  |         | Leandro N. Alem            | Vedia                      | 16.358    | 1.603 km²   |
| 71  |         | Lezama                     | Lezama                     | 6.221     | 1.102 km²   |
| 72  |         | Lincoln                    | Lincoln                    | 41.127    | 5.782 km²   |
| 73  |         | Lobería                    | Lobería                    | 17.008    | 4.755 km²   |
| 74  |         | Lobos                      | Lobos                      | 33.004    | 1.725 km²   |
| 75  |         | Lomas de Zamora            | Lomas de Zamora            | 591.345   | 89 km²      |
| 76  |         | Luján                      | Luján                      | 93.992    | 800 km²     |
| 77  |         | Magdalena                  | Magdalena                  | 16.603    | 1.785 km²   |
| 78  |         | Maipú                      | Maipú                      | 10.193    | 2.640 km²   |
| 79  |         | Malvinas Argentinas        | Los Polvorines             | 290.621   | 63 km²      |
| 80  |         | Mar Chiquita               | Coronel Vidal              | 17.908    | 3.116 km²   |
| 81  |         | Marcos Paz                 | Marcos Paz                 | 43.400    | 470 km²     |
| 82  |         | Mercedes                   | Mercedes                   | 59.870    | 1.050 km²   |
| 83  |         | Merlo                      | Merlo                      | 469.985   | 170 km²     |
| 84  |         | Monte                      | Monte                      | 17.488    | 1.847 km²   |
| 85  |         | Monte Hermoso              | Monte Hermoso              | 5.602     | 209 km²     |
| 86  |         | Moreno                     | Moreno                     | 378.924   | 186 km²     |
| 87  |         | Morón                      | Morón                      | 309.380   | 52 km²      |
| 88  |         | Navarro                    | Navarro                    | 15.797    | 1.630 km²   |
| 89  |         | Necochea                   | Necochea                   | 89.096    | 4.455 km²   |
| 90  |         | Nueve de Julio             | Nueve de Julio             | 45.998    | 4.230 km²   |
| 91  |         | Olavarría                  | Olavarría                  | 103.961   | 7.715 km²   |
| 92  |         | Patagones                  | Carmen de Patagones        | 27.938    | 13.570 km²  |
| 93  |         | Pehuajó                    | Pehuajó                    | 38.197    | 4.531 km²   |
| 94  |         | Pellegrini                 | Pellegrini                 | 6.030     | 1.820 km²   |
| 95  |         | Pergamino                  | Pergamino                  | 99.193    | 2.950 km²   |
| 96  |         | Pila                       | Pila                       | 3.318     | 3.318 km²   |
| 97  |         | Pilar                      | Pilar                      | 232.463   | 352 km²     |
| 98  |         | Pinamar                    | Pinamar                    | 20.666    | 63 km²      |
| 99  |         | Presidente Perón           | Guernica                   | 60.191    | 121 km²     |
| 100 |         | Puan                       | Puan                       | 16.381    | 6.835 km²   |
| 101 |         | Punta Indio                | Verónica                   | 9.362     | 1.610 km²   |
| 102 |         | Quilmes                    | Quilmes                    | 518.788   | 125 km²     |
| 103 |         | Ramallo                    | Ramallo                    | 29.179    | 1.040 km²   |
| 104 |         | Rauch                      | Rauch                      | 14.434    | 4.300 km²   |
| 105 |         | Rivadavia                  | América                    | 15.452    | 3.940 km²   |
| 106 |         | Rojas                      | Rojas                      | 23.000    | 2.050 km²   |
| 107 |         | Roque Pérez                | Roque Pérez                | 9.715     | 10.902 km²  |
| 108 |         | Saavedra                   | Pigüé                      | 19.715    | 3.500 km²   |
| 109 |         | Saladillo                  | Saladillo                  | 29.600    | 2.736 km²   |
| 110 |         | Salliqueló                 | Salliqueló                 | 8.682     | 800 km²     |
| 111 |         | Salto                      | Salto                      | 29.189    | 4.455 km²   |
| 112 |         | San Andrés de Giles        | San Andrés de Giles        | 20.820    | 1.132 km²   |
| 113 |         | San Antonio de Areco       | San Antonio de Areco       | 21.333    | 858 km²     |
| 114 |         | San Cayetano               | San Cayetano               | 8.119     | 2.758 km²   |
| 115 |         | San Fernando               | San Fernando               | 150.467   | 924 km²     |
| 116 |         | San Isidro                 | San Isidro                 | 293.202   | 51 km²      |
| 117 |         | San Miguel                 | San Miguel                 | 253.086   | 82 km²      |
| 118 |         | San Nicolás de los Arroyos | San Nicolás de los Arroyos | 137.867   | 1.183 km²   |
| 119 |         | San Pedro                  | San Pedro                  | 55.234    | 1.357 km²   |
| 120 |         | San Vicente                | San Vicente                | 44.529    | 666 km²     |
| 121 |         | Suipacha                   | Suipacha                   | 8.904     | 944 km²     |
| 122 |         | Tandil                     | Tandil                     | 101.231   | 4.935 km²   |
| 123 |         | Tapalqué                   | Tapalqué                   | 8.296     | 4.149 km²   |
| 124 |         | Tigre                      | Tigre                      | 301.223   | 220 km²     |
| 125 |         | Tordillo                   | General Conesa             | 1.742     | 1.330 km²   |
| 126 |         | Tornquist                  | Tornquist                  | 11.759    | 4.184 km²   |
| 127 |         | Trenque Lauquen            | Trenque Lauquen            | 40.181    | 5.500 km²   |
| 128 |         | Tres Arroyos               | Tres Arroyos               | 57.214    | 5.681 km²   |
| 129 |         | Tres de Febrero            | Caseros                    | 340.071   | 45 km²      |
| 130 |         | Tres Lomas                 | Tres Lomas                 | 7.439     | 1.253 km²   |
| 131 |         | Veinticinco de Mayo        | Veinticinco de Mayo        | 34.877    | 4.769 km²   |
| 132 |         | Vicente López              | Olivos                     | 274.082   | 34 km²      |
| 133 |         | Villa Gesell               | Villa Gesell               | 24.282    | 285 km²     |
| 134 |         | Villarino                  | Médanos                    | 26.517    | 11.400 km²  |
| 135 |         | Zárate                     | Zárate                     | 101.271   | 1.202 km²   |